# Storklocken
Storklocken är ett naturreservat i Örnsköldsviks kommun i Västernorrlands län.
Området är naturskyddat sedan 2017 och är 46 hektar stort. Reservatet omfattar toppen och norra sluttningen av Storklocken. Reservatet består av brandpräglad tallskog. Inom fuktigare partier finns grandominerad naturskog med inslag av grova lövträd som asp.